# Сливоглав александър
Сливоглавият александър (Psittacula cyanocephala) е вид папагал, ендемичен за Индийския субконтинент. Живее на ята, като мъжките имат розово-лилава глава, а женските – сива. Летят бързо с резки завои, озвучавани с характерни за вида звуци.

## Географско разпространение и местообитания
Сливоглавият александър е горска птица. Среща се от подножията на Хималаите на север до Шри Ланка на юг. Не обитава сухите региони на Западна Индия. Понякога птици от вида се отглеждат като домашни любимци, а избягали екземпляри са регистрирани в Ню Йорк, Флорида и на места в Близкия изток.

## Физическо описание
Сливоглавият александър има преобладаващо зелено оперение и обща дължина на тялото до около 33 cm, от която опашката е около 22 cm.
Мъжкият има червено оперение на главата, което на темето, тила и бузите стига до лилаво-сини нюанси. Под тила има тясна „яка“ от черни пера с меднозелено под тила и черна ивичка на брадата, която стига до долната част на клюна. На раменете има червено петно, а задницата и опашката са синкаво-зелени, с бяло по края на опашката. Горната част на клюна е оранжево-жълта, а долната – тъмна на цвят.
Женската има еднообразна синкаво-сива глава и „яката“ в черно и меднозелено при нея е жълта. Горната част на клюна е царевично жълта, на брадата си няма черна ивица, нито червено петно на раменете.
Недостигналите полова зрялост индивиди имат зелени глави и двете части на клюна им са жълтеникави. Тъмното оцветяване на главата се получава при смяната на оперението след първата година.
Някои автори смятат, че видът има два подвида: номиналният подвид, обитаващ Индийския полуостров, и подвидът P. c. bengalensis, чиято популация обитава подстъпите на Хималаите. Основание за това подвидово разделение е цветът на главата при мъжките, която при bengalensis е по-силно червена и по-слабо синя. При по-нови изследвания видът е разглеждан като монотипичен.
Различната окраска на главата и бялото окончание на опашката отличават този вид от подобния му Psittacula roseate, при който петното на рамото е червеникаво-кафяво, а по-късата опашка има в края си жълта ивица.

## Поведение
Сливоглавият александър е общителна и шумна птица, издаваща разнообразни хрипливи звуци. При полет е бърза и често прави резки завои и усуквания. Придвижвания извършва основно във връзка с търсене на плодове и цветове, от които се състои менюто на вида. Храни се и със зърна, с месестите венчелистчета на цветя като Salmalia и Butea, понякога напада селскостопански площи и овощни градини.
В Индия размножителният сезон на вида трае основно от декември до април, и от юли до август – в Шри Ланка. Ритуалът по ухажване включва търкане на човките и хранене на партньора. Видът гнезди в дупки, издълбани от двойката в дървесни хралупи. Женската снася 4 – 6 бели на цвят яйца и се грижи сама за измътването и изхранването на малките. Птиците от този вид спят на ята. В плен могат да бъдат научени да имитират бибиткане и кратки свирукания, но не и човешка реч.

## Галерия
- Малко ято птици от вида в Керала. Една двойка се хранят взаимно като част от ритуала по ухажване
- Женска в убежището за диви животни Kawal
- Мъжки индивид се храни с Ficus benghalensis в Хайдарабад, Индия
- Издавани от вида звуци